# Z7 Hermann Schoemann
Lo Z7 Hermann Schoemann fu un cacciatorpediniere della Kriegsmarine tedesca, settima unità della classe Zerstörer 1934 ed entrato in servizio nel giugno 1937.
Dopo lo scoppio della seconda guerra mondiale, l'unità operò nel teatro del Mare del Nord prendendo parte all'operazione Juno nel giugno 1940 e all'operazione Cerberus nel febbraio 1942. Trasferito nel nord della Norvegia per prendere parte al contrasto dei "convogli artici" diretti a Murmansk dal Regno Unito, lo Schoemann fu affondato il 2 maggio 1942 a nord della Penisola di Kola mentre tentava un attacco all'incrociatore britannico HMS Edinburgh.

## Storia

### Prime operazioni
La nave fu ordinata il 9 gennaio 1935 ai cantieri della Deschimag e impostata a Brema il 15 luglio 1935 sullo scalo W901. L'unità venne varata il 24 marzo 1936 con il nome di Z7 Hermann Schoemann in onore di Hermann Schoemann, comandante di una torpediniera della Kaiserliche Marine perito nella battaglia del banco di Noordhinder della prima guerra mondiale; il cacciatorpediniere entrò poi in servizio il 29 giugno 1937. Alla fine del 1937 l'unità partecipò a manovre navali inquadrata nella 2ª Divisione cacciatorpediniere (2. Zerstörer-Division), mentre nel luglio 1938 lo Schoemann ospitò a bordo Adolf Hitler per una breve crociera da Kiel a Eckernförde cui seguì, in agosto, una rivista navale e una serie di esercitazioni di flotta. Come parte della 2. Zerstörer-Division, il cacciatorpediniere scortò poi in ottobre l'incrociatore Admiral Graf Spee nel corso di una crociera nel Mar Mediterraneo durante la quale furono toccati i porti di Vigo, Tangeri e Ceuta; tra febbraio e ottobre 1939 lo Schoemann fu invece messo in cantiere per lavori di manutenzione di routine a Wilhelmshaven.
Dopo lo scoppio della guerra nel settembre 1939, lo Schoemann pattugliò le acque dello Skagerrak per ispezionare i mercantili neutrali e verificare che non stessero facendo contrabbando a favore del nemico. Nella notte tra il 12 e il 13 novembre la nave salpò con due unità gemelle per andar a stendere un campo di mine navali al largo della costa della Gran Bretagna, ma la missione fu annullata dopo che il cacciatorpediniere Z6 Theodor Riedel ebbe accusato problemi ai motori; un'altra sortita, sempre in coppia con altri due cacciatorpediniere, fu tentata nella notte del 18 dicembre con destinazione l'estuario dell'Humber, ma la missione fu parimenti abbandonata perché le unità tedesche persero la rotta e non poterono individuare la loro posizione con il grado di precisione richiesto. Il 23 dicembre seguente, mentre era impegnato a pattugliare la Baia di Jade, lo Schoemann entrò in collisione con il gemello Z15 Erich Steinbrinck a causa della fitta nebbia; in seguito fece da copertura ad alcune sortire di posamine tra il gennaio e il febbraio 1940, ma spese gran parte del marzo successivo fermo in porto per risolvere problemi alle macchine.
Alla fine di marzo lo Schoemann fu assegnato al Grupe 2 dell'operazione Weserübung, avente il compito di trasportare un contingente di truppe tedesche a occupare Trondheim in Norvegia, ma i problemi all'apparto motore del cacciatorpediniere si manifestarono nuovamente e il suo posto nella missione fu invece assegnato al gemello Z16 Friedrich Eckoldt. Riassegnato alla 6ª Flottiglia cacciatorpediniere (6. Zerstörer Flotille), in giugno il cacciatorpediniere prese parte con il resto dell'unità all'operazione Juno, una sortita delle navi da battaglia tedesche nelle acque del Mare di Norvegia; nel corso della missione la squadra tedesca affondò la nave trasporto britannica Orama, la petroliera Oil Pioneer e il peschereccio armato HMT Juniper prima che ai cacciatorpediniere fosse ordinato di raggiungere Trondheim a causa del mare mosso. In seguito, il cacciatorpediniere scortò in porto a Trondheim la nave da battaglia Scharnhorst, rimasta danneggiata nel prosieguo della missione.

### Azioni nella Manica e nel teatro artico
Il 25 giugno 1940 lo Schoemann iniziò vasti lavori di manutenzione protrattisi fino al 15 febbraio 1941, anche se i difetti all'apparato motore non poterono essere eliminati del tutto: dichiarato operativo in giugno e trasferito nella base di Kirkenes nel nord della Norvegia il mese seguente, il cacciatorpediniere dovette nuovamente rientrare in Germania in agosto per sottoporsi a lavori proseguiti fino al gennaio 1942.
Riassegnato in forza alla 5. Zerstörer Flotille, lo Schoemann salpò da Kiel il 24 gennaio per partecipare all'operazione Cerberus, il forzamento del canale de La Manica da parte delle unità tedesche dislocate a Brest. L'operazione ebbe inizio la sera dell'11 febbraio 1942: dopo aver forzato lo stretto di Dover, nel pomeriggio del 12 febbraio lo Schoemann e il suo gemello Z14 Friedrich Ihn si trovarono per due volte a respingere attacchi delle motosilranti britanniche; il cacciatorpediniere subì anche vari mitragliamenti aerei ad opera dei caccia Supermarine Spitfire, e più avanti nel pomeriggio ospitò a bordo il comandante della squadra tedesca, viceammiraglio Otto Ciliax, dopo che la nave di bandiera di quest'ultimo, la Scharnhorst, era stata danneggiata da una mina.
Alla fine di febbraio lo Schoemann salpò di scorta agli incrociatori Prinz Eugen e Admiral Scheer diretti da Brunsbüttel a Trondheim; il mare in tempesta impedì ai cacciatorpediniere di proseguire ulteriormente verso nord una volta giunti a Trondheim, e il 23 febbraio il Prinz Eugen fu silurato e danneggiato da un sommergibile britannico mentre cercava di proseguire verso Narvik senza scorta. Il 6 marzo seguente lo Schoemann e altri tre cacciatorpediniere fecero da scorta alla nave da battaglia Tirpitz uscita da Trondheim per attaccare i convogli QP 8 e PQ 12 in rotta tra Murmansk e l'Islanda (operazione Sportpalast); inviati in avanscoperta, i cacciatorpediniere affondarono il 7 marzo il mercantile sovietico Ijora rimasto separato dal QP 8, ma nel pomeriggio rientrarono a Narvik senza aver trovato altra taccia del nemico.
Il 9 aprile 1942 lo Schoemann fu riassegnato all'8. Zerstörer Flotille di base a Kirkenes; due giorni dopo, in coppia con i cacciatorpediniere Z24 e Z25, lo Schoemann prese il mare per dirigere all'intercettamento del convoglio QP 14 diretto in Gran Bretagna da Murmansk, ma a causa delle bufere di neve e della scarsa visibilità non fece registrare alcun contatto con il nemico. Lo stesso trio di cacciatorpediniere prese il mare il 30 aprile seguente per andare ad attaccare il convoglio QP 11, avvistato il giorno dopo: l'unico danno causato ai mercantili dalle unità tedesche fu l'affondamento di un cargo sovietico, prima che la formazione fosse affrontata da quattro cacciatorpediniere britannici di scorta al convoglio; benché superiori in potenza di fuoco, i cacciatorpediniere tedeschi riuscirono a causare solo qualche danno al cacciatorpediniere HMS Amazon prima di rompere il contatto e ritirarsi.
Il comandante della flottiglia, Kapitän zur See Alfred Schulze-Hinrichs, decise quindi di andare a dare la caccia all'incrociatore britannico HMS Edinburgh, silurato dal sommergibile U-456 il 30 aprile e diretto verso Murmansk per le riparazioni. La formazione tedesca individuò lo Edinburgh e i suoi due cacciatorpediniere di scorta la mattina del 2 maggio, e serrò le distanze per lanciare un attacco con i siluri. L'incrociatore aprì il fuoco per primo, e alla seconda salva centrò lo Schoemann con colpi in entrambe le sale macchine del cacciatorpediniere; l'unità tedesca si ritirò quindi protetta da una cortina fumogena. I danni si rivelarono troppo gravi per poter permettere il rientro alla base, e l'equipaggio dello Schoemann si preparò ad abbandonarlo; nel mentre, la nave fu colpita almeno altre tre volte dal fuoco dei cacciatorpediniere britannici, accusando un totale di 8 morti e 45 feriti tra la ciurma. Dopo aver silurato lo Edinburgh, lo Z24 e lo Z25 si affiancarono allo Schoemann per prendere a bordo 223 membri del suo equipaggio, prima di dare il colpo di grazia allo scafo che affondò nella posizione 72° 20' N, 35° 05' E; altri 56 superstiti tedeschi furono presi a bordo dal sommergibile U-88 dopo che i cacciatorpediniere ebbero lasciato la zona.